# Eugène Devéria
Eugène François Marie Joseph Devéria (Paris, 22 de abril de 1805 – Pau, 3 de fevereiro de 1865) foi um pintor romântico e de história francês. Assim como Eugène Delacroix e Louis Boulanger, ele foi um dos principais representantes do movimento romântico na pintura francesa. Desfrutou da glória aos vinte e dois anos, com o quadro Naissance de Henri IV (Nascimento de Henrique IV, em tradução livre). Posteriormente, ficou doente e teve de interromper seu trabalho na decoração da catedral de Notre-Dame-des-Doms em Avingon. Em 1841 instalou-se em Pau e se converteu ao calvinismo, em 1843. Dedicou-se ao retrato e à paisagem. Sua reputação o levou à Escócia e à Holanda, onde seu talento como retratista floresceu.

## Obras
- Louis-Philippe Ier prête serment, devant les Chambres, de maintenir la Charte, 1830 - Museu do Castelo de Pau[2]
- Le Duc de Montpensier inaugure la statue de Henri IV à Pau, 1843-1845 - Museu do Castelo de Pau[2]
- Réception de Christophe Colomb par Ferdinand et Isabelle, 1861 - Museu do Castelo de Pau[2]
- La Lecture de la sentence de Marie Stuart, 1926 - Museu de Belas Artes de Angers[3]
- La Naissance d’Henri IV, 1827 - Museu do Castelo de Pau[4]
- La Mort de Jeanne d’Arc, 1841 - Museu de Angers[5]
- Portrait of Mme. Jule-Antoine Droz, 1833 - Museu de Belas Artes de Houston[6]
- Portrait d' Antoine Julien Meffre-Rouzan, 1833 - Museu Estadual de Louisiana[7]
- Portrait d' Esprit Calvet,  1839 - Museu Calvet de Avignon[8]
- Portrait de Charles Theodule Deveria, 1864 - Museu do Louvre[9]

## Galeria

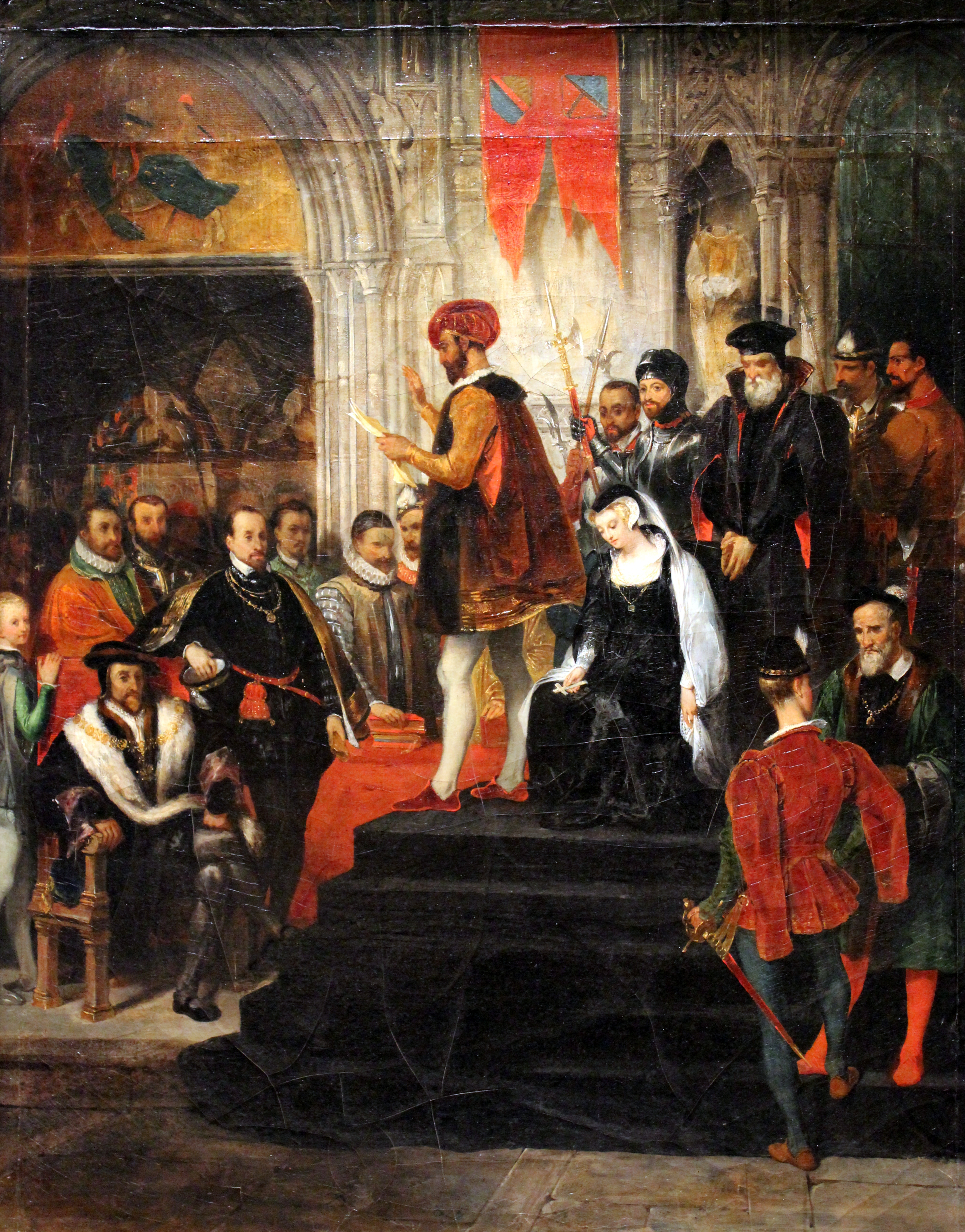
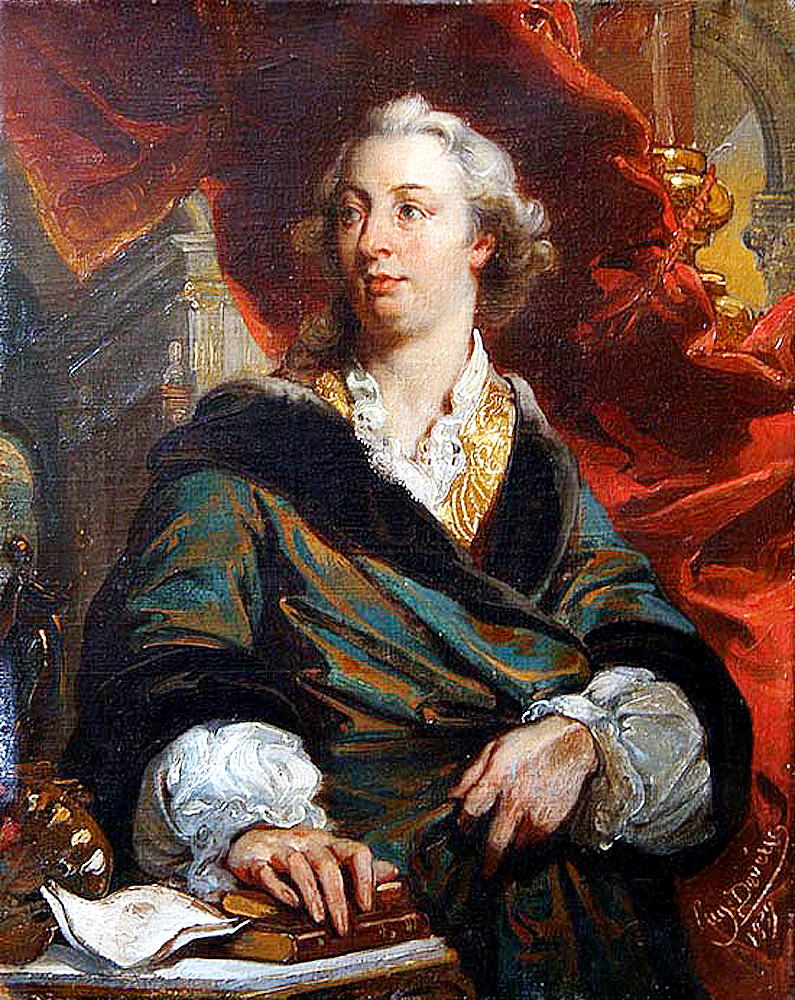
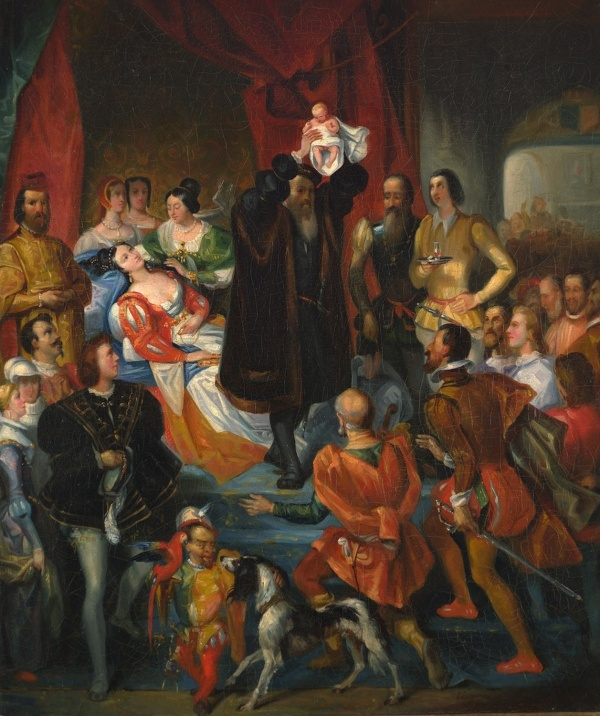
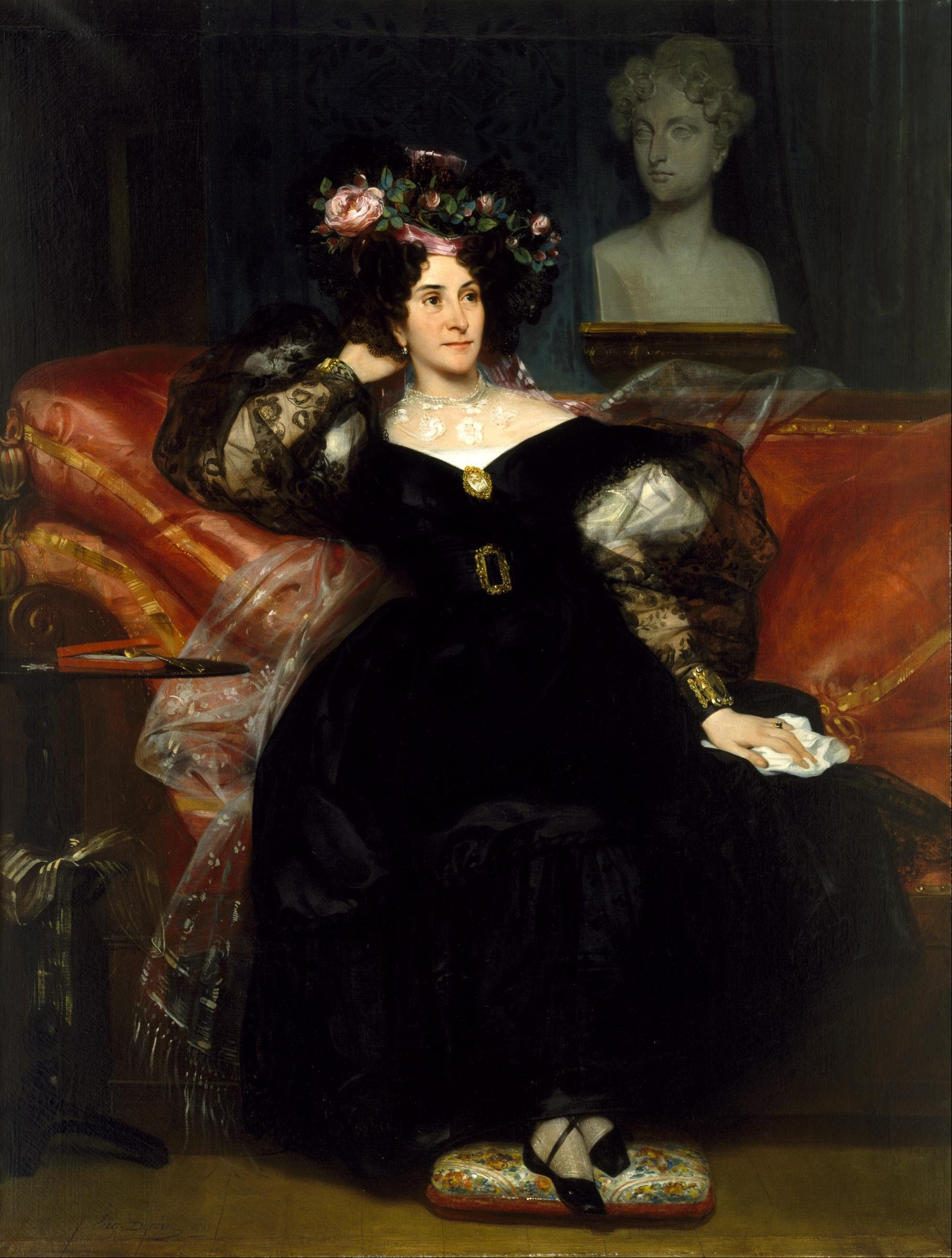
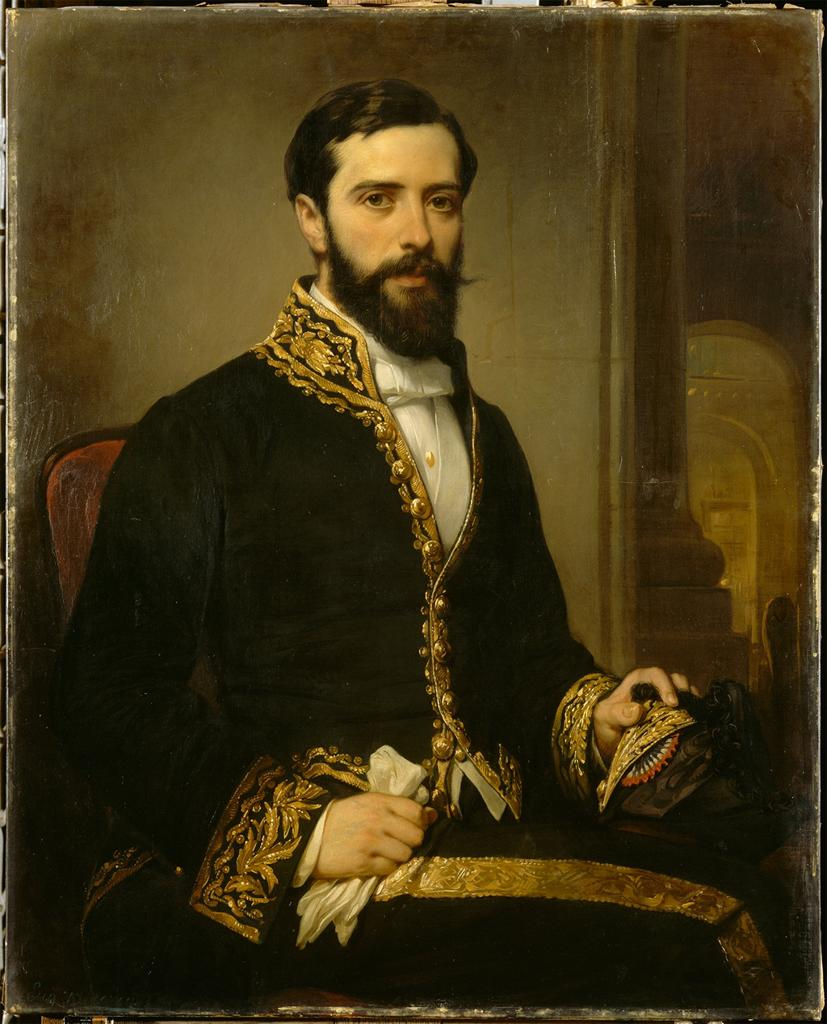
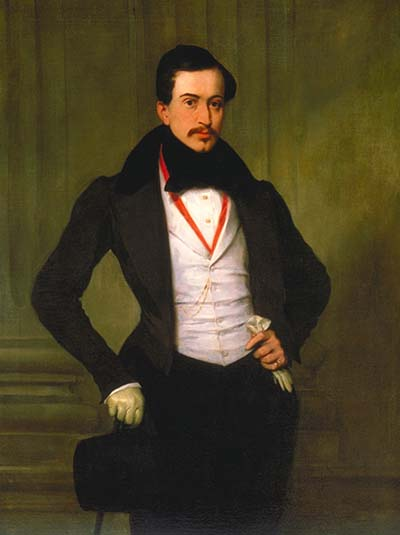